# Manali
Manali és una ciutat, prop de la ciutat de Kullu al districte de Kullu a l'estat indi d'Himachal Pradesh. Es troba a l'extrem nord de la vall de Kullu, formada pel riu Beas. La ciutat es troba al districte de Kullu, aproximadament a 544 quilòmetres al nord-est de la capital nacional Nova Delhi. Amb una població de 8.096 persones registrades al cens indi de 2011, Manali és l'inici d'una antiga ruta comercial a través de Lahaul (H.P.) i Ladakh, pel pas de Karakoram i cap a Yarkand i Hotan a la conca de Tarim de la Xina. Manali és una destinació turística popular a l'Índia i serveix com a porta d'entrada al districte de Lahaul i Spiti, així com a la ciutat de Leh a Ladakh.